# Project Sekai: Colorful Stage! feat. Hatsune Miku
Project Sekai: Colorful Stage! feat. Hatsune Miku (Nhật: プロジェクトセカイ カラフルステージ！ feat.初音ミク Hepburn: Purojekuto Sekai Karafuru Sutēji! fīcharingu Hatsune Miku) là một trò chơi điện tử trên nền tảng di động thuộc thể loại âm nhạc do Colorful Palette (một studio trực thuộc Craft Egg) phát triển và do Sega phát hành. Nội dung trò chơi xoay quanh các ca sĩ ảo và năm nhóm nhạc khác nhau với mỗi nét riêng biệt. Trò chơi được phát hành vào ngày 30 tháng 9 năm 2020 tại Nhật Bản trên thiết bị Android và iOS; phiên bản tiếng Anh được phát hành cho toàn cầu vào ngày 7 tháng 12 năm 2021. Một series anime truyền hình mang phong cách chibi sản xuất bởi Scooter Films lên sóng từ tháng 1 năm tháng 3 năm 2022. Một bộ phim điện ảnh sản xuất bởi P.A.Works đã được khởi chiếu trên toàn cầu vào năm 2025.

## Nội dung

### Bối cảnh
Trò chơi đặt bối cảnh tại nước Nhật thời hiện đại, xoay quanh các khu thành thị thuộc Tokyo và Yokohama. Hatsune Miku và một số nhân vật Piapro cũng xuất hiện trong câu chuyện. Các ca sĩ ảo ấy đều tồn tại ngoài thế giới thực lẫn trong "Sekai", một thế giới bí ẩn được tái tạo từ cảm xúc chân thật nhất của con người. Câu chuyện tập trung vào các nhân vật từ năm nhóm nhạc và hành trình khám phá "cảm xúc thật" của họ với sự giúp đỡ từ các ca sĩ ảo. Để đặt chân vào Sekai, một người phải bật bài hát có tựa "Untitled." Bài hát này không có giai điệu cũng như lời, nó có sẵn trên thiết bị của nhân vật. Dù là điện thoại di động, tivi hay máy tính, miễn là bài hát "Untitled" vang lên, họ có thể di chuyển giữa thế giới thực và Sekai.

### Cốt truyện
Mỗi nhóm nhạc đều có câu chuyện riêng của họ và tập trung vào hành trình khám phá "cảm xúc thật".
- MORE MORE JUMP!: Hanasato Minori nuôi niềm mơ ước trở thành một thần tượng nổi tiếng. Mặc dù đã nhiều lần thất bại trong các buổi tuyển chọn nhưng cô ấy vẫn quyết tâm phấn đấu để vượt qua. Sau khi Minori đã tiến vào Sekai và gặp Miku mặc phong cách thần tượng - đã khuyến khích cô duy trì ước mơ của mình. Sau đó, Minori thành lập một nhóm nhạc thần tượng với ba cựu thần tượng gồm Kiritani Haruka, Momoi Airi và Hinomori Shizuku - những người đã từ giã sự nghiệp vì những vấn đề với công ty quản lý cũ của họ.
- Vivid BAD SQUAD: Azusawa Kohane đã có niềm đam mê sâu sắc với âm nhạc đường phố kể từ khi cô tình cờ bắt gặp buổi diễn của Shiraishi An. Vì bị thu hút bởi giọng hát của An mà Kohane đã mời An vô lập một nhóm nhạc đường phố. Sau đó cô còn hợp tác với Shinonome Akito và Aoyagi Tōya. Cô đã tiến vào Sekai và gặp Miku mặc phong cách Hip-hop, và họ cùng nhau bắt đầu hành trình vượt qua một huyền thoại.
- Wonderlands x Showtime: Tenma Tsukasa luôn cố gắng trở thành một ngôi sao để làm cho em gái cậu - Tenma Saki luôn hạnh phúc. Cậu vào làm việc bán thời gian tại công viên giải trí tên là Phoenix Wonderland. Nhưng Wonder Stage - rạp hát nổi tiếng tại công viên đã bị bỏ hoang một thời và đã vắng khách trong nhiều năm qua. Sau đó cậu gặp Otori Emu, một người có ao ước muốn khôi phục lại rạp hát về thời vinh quang của nó. Cùng với sự tham gia của Kamishiro Rui và Kusanagi Nene thì họ đã lập ra 1 đoàn kịch, khi họ tiến vào Sekai và gặp Miku mặc phong cách rạp xiếc với hy vọng sẽ phục hồi lại nhà hát và làm cho mọi người hạnh phúc.
- Nightcord at 25:00: Yoisaki Kanade phải học tại nhà và trở nên sống ẩn dật vì chấn thương tâm lý mà cô ấy phải chịu do một sự cố trong quá khứ. Cô ấy đã thành lập một nhóm nhạc ngầm với ba người quen trên mạng của mình, họ thường liên lạc qua một phần mềm trò chuyện thoại có tên là "Nightcord" và luôn gặp nhau vào lúc "25h00" (1h sáng). Không ai trong số họ biết thân phận thật của nhau, chỉ biết nhau qua các biệt danh trực tuyến và qua trò chuyện thoại. Sau đó, Kanade bị cuốn vào một Sekai mà tại đó có sự hiện diện của một Miku mặc phong cách Gothic, người đã thúc giục cô giúp đỡ cho Asahina Mafuyu (người viết lời của nhóm), người đã biến mất một cách bí ẩn một tuần trước đó.
- Leo/need: Hoshino Ichika mong ước nhớ lại kỉ niệm của cô với những người bạn thuở nhỏ của cô gồm Tenma Saki, Mochizuki Honami, Hinomori Shiho để họ được gắn bó thêm một lần nữa, vì tình bạn của họ đã trở nên căng thẳng sau nhiều sự kiện đã xảy ra ở trường trung học. Cô tiến vào Sekai và gặp Miku mặc trang phục phong cách Punk Rock, Miku nói với Ichika hãy truyền tải những cảm xúc của mình cho những người bạn của cô. Ichika và những người bạn của cô đã thành lập một ban nhạc để khôi phục lại tình bạn của họ và khám phá những kỷ niệm chung của họ thông qua âm nhạc.

Theo trò chơi, sau một đoạn phim giới thiệu, người chơi phải chọn một trong năm khối cầu ba lần. Nếu như có hai khối cùng màu thì game sẽ đưa người chơi đến nhóm nhạc phù hợp tuỳ theo những gì đã chọn (Ví dụ: Nếu người chơi chọn khối cầu màu xanh dương thì game sẽ giới thiệu Leo/need,...). Nếu người chơi chọn các khối cầu có màu sắc khác nhau, game sẽ chọn nhóm liên quan đến màu của khối cầu cuối cùng.
Hiện tại có ba loại cốt chuyện: 
- Các câu chuyện chính (Main Stories) tập trung vào cốt truyện của một nhóm cụ thể, nhiều câu chuyện sẽ được mở khoá đi cấp độ của nhóm tăng.
- Card Stories là câu chuyện chứa đựng trong thẻ của nhân vật, mở khoá bằng cách tăng cấp thẻ.
- Các câu chuyện sự kiện (Event Stories) có thời hạn (thường là 7-9 ngày) được mở khóa bằng cách lấy điểm sự kiện, các câu chuyện vẫn có thể xem được trong lưu trữ khi hết sự kiện. Có hai loại câu chuyện: câu chuyện độc lập tập trung vào một nhóm cụ thể, câu chuyện hỗn hợp có sự góp mặt của nhiều nhân vật từ các nhóm khác nhau.

## Nhân vật

### Leo/need
Hoshino Ichika (星乃 一歌)
Lồng tiếng bởi: Noguchi Ruriko

Tenma Saki (天馬 咲希)
Lồng tiếng bởi: Isobe Karin

Mochizuki Honami (望月 穂波)
Lồng tiếng bởi: Ueda Reina

Hinomori Shiho (日野森 志歩)
Lồng tiếng bởi: Nakashima Yuki

### MORE MORE JUMP!
Hanasato Minori (花里 みのり)
Lồng tiếng bởi: Ogura Yui

Kiritani Haruka (桐谷 遥)
Lồng tiếng bởi: Yoshioka Mayu

Momoi Airi (桃井 愛莉)
Lồng tiếng bởi: Furihata Ai

Hinomori Shizuku (日野森 雫)
Lồng tiếng bởi: Rina Honnizumi

### Vivid BAD SQUAD
Azusawa Kohane (小豆沢 こはね)
Lồng tiếng bởi: Akina

Shiraishi An (白石 杏)
Lồng tiếng bởi: Sumi Tomomi Jiena

Shinonome Akito (東雲 彰人)
Lồng tiếng bởi: Imai Fumiya, Aoyama Reina (thuở nhỏ)

Aoyagi Tōya (青柳 冬弥)
Lồng tiếng bởi: Itō Kent, Hirayama Emi (thuở nhỏ)

### Wonderlands×Showtime
Tenma Tsukasa (天馬 司)
Lồng tiếng bởi: Hirose Daisuke, Takahashi Yui (thuở nhỏ)

Ōtori Emu (鳳 えむ)
Lồng tiếng bởi: Kino Hina

Kusanagi Nene (草薙 寧々)
Lồng tiếng bởi: Machico

Kamishiro Rui (神代 類)
Lồng tiếng bởi: Toki Shun'ichi, Mori Nanako (thuở nhỏ)

### 25-ji, Nightcord de.
Yoisaki Kanade (宵崎 奏)
Lồng tiếng bởi: Kusunoki Tomori

Asahina Mafuyu (朝比奈 まふゆ)
Lồng tiếng bởi: Tanabe Rui

Shinonome Ena (東雲 絵名)
Lồng tiếng bởi: Suzuki Minori

Akiyama Mizuki (暁山 瑞希)
Lồng tiếng bởi: Satō Hinata

## Lối chơi
Lối chơi của Project Sekai chú trọng việc nhấn vào các nốt nhạc rơi theo hướng từ trên xuống trên màn hình, người chơi phải nhấn (tap), giữ (hold), trượt (slide) và vuốt (flick) các nốt tương ứng. Với mỗi lần chơi, người chơi thường có 1000 máu để hoàn thành một bài hát, nếu thanh máu tuột về 0 thì màn chơi kết thúc. Do đó, người chơi có thể chỉnh tốc độ rơi nốt và độ khó bài hát tùy theo khả năng. Độ khó của mỗi hát được xếp theo thứ tự tăng dần: Easy, Normal, Hard, Expert, Master và Append. Trò chơi còn hỗ trợ Live Boost để gia tăng phần thưởng nhận được sau mỗi lần chơi, vì mang cơ chế của game free-to-play, người chơi vẫn tiếp tục chơi được nếu hết boost.
Người chơi nhận điểm kinh nghiệm và pha lê bằng cách hoàn thành một bài hát và đọc hội thoại của nhân vật. Các đoạn hội thoại được trình bày dưới dạng visual novel, nhiều hội thoại được thêm vào sau mỗi sự kiện. Điểm kinh nghiệm dùng để nâng cao cấp độ của người chơi và của nhóm nhạc, nâng cao cấp độ nhóm nhạc mở khóa thêm câu chuyện của nhóm. Pha lê là loại tiền tệ trong game dùng để nhận các loại thẻ thông qua hệ thống gacha (thẻ bốn sao là hiếm nhất), ngoài phương thức nhận miễn phí, người chơi có thể dùng tiền thật để mua pha lê.
Trò chơi gồm hai chế độ chơi chính: Solo Live và Multi Live. Solo Live là chơi đơn. Multi Live là chế độ chơi chung xếp ngẫu nhiên năm người với nhau và chơi cùng một bài hát. Ngoài ra còn có Virtual Live, một tính năng cho người chơi xem các buổi hòa nhạc thực tế ảo sử dụng mô hình 3D, cũng như cổ vũ, tương tác với người chơi khác thông qua chat.
Bên cạnh đó trò chơi cũng bổ sung các chế độ chơi khác bao gồm:
- Challenge Live: Chế độ chơi hằng ngày, chọn một nhân vật mong muốn và chơi một bài hát, sử dụng các thẻ nhân vật hiện có tương ứng với nhân vật lựa chọn (gồm 1 ô chính và 4 ô phụ). Khi kết thúc, nhân vật được chọn nhận điểm kinh nghiệm, và nhận thưởng ở mỗi cấp độ đạt được.
- Cheerful Live: Chế độ này thay thế Multi Live trong các sự kiện hỗn hợp, chế độ này chơi theo hình thức 5vs5 (nhóm 5 người đấu với nhóm năm người khác) với bài hát được hệ thống chọn ngẫu nhiên. Đội nào giành nhiều điểm hơn sẽ giành chiến thắng.
- Rank Match: Được phát hành vào tháng 3 năm 2022, về cơ bản nó tương tự như Cheerful Live, tuy nhiên chế độ này sẽ theo thể thức 1vs1. Điểm khác biệt chính là chế độ này sẽ tập trung vào yếu tố so tài kĩ năng, không phụ thuộc vào thẻ nhân vật mà bạn sở hữu. Kết thúc ván chơi, ai giành điểm số cao hơn sẽ giành chiến thắng. Ngoài ra, chế độ này cũng tích hợp thêm yếu tố xếp hạng theo mùa, xếp hạng càng cao thì phần thưởng sau mỗi mùa càng lớn.
- Connect Live: Được phát hành vào năm 2022, đây là tính năng được nâng cấp từ Virtual Live, cho phép xem các buổi hòa nhạc thực tế ảo với sân khấu tân tiến hơn, tăng cường khả năng tương tác với người chơi và các ca sĩ và nhiều tính năng nâng cấp khác. Vivid BAD SQUAD 1st Connect Live - CRASH là buổi hòa nhạc đầu tiên được diễn ra với tính năng Connect Live này.

## Âm nhạc

### Danh sách bài hát
Hiện có tổng cộng 459 bài hát trong game tại máy chủ Nhật Bản, chủ yếu là bài hát Vocaloid. Hầu hết mỗi bài có hai phiên bản: phiên bản gốc (do ca sĩ ảo hát) và phiên bản Sekai (do các nhân vật với giọng người thật hát/cover); đôi khi phiên bản Sekai sẽ kèm giọng của một ca sĩ ảo. Một số bài hát có MV 3D và 2D gắn sau nền, MV 2D là những video ngắn được hoạt họa, bài hát không có MV chỉ hiển thị ảnh bìa bài hát. Danh sách dưới đây chỉ liệt kê một số bài hát gốc được sản xuất dành cho game, không bao gồm các bài cover:
| Nhóm | Bài hát                                                                             | Loại MV    | Nghệ sĩ                             |
| --- | ----------------------------------------------------------------------------------- | ---------- | ----------------------------------- |
| Virtual Singer | magic number                                                                        | 2D         | Itō Kento, OSTER project            |
| Virtual Singer | Machine Gun Poem Doll (マシンガンポエムドール Mashin Gan Poemu Dooru)               | —          | cosMo@Bousou-P                      |
| Virtual Singer | Saribitotachi no Waltz (去り人達のワルツ Saribitotachi no Warutsu)                  | —          | mothy                               |
| Virtual Singer | I'm mine (アイムマイン)                                                             | 3D         | halyosy                             |
| Leo/need | needLe                                                                              | 3D         | DECO*27, Rockwell                   |
| Leo/need | Stella (ステラ Sutera)                                                              | 3D         | Jin                                 |
| Leo/need | Hare o Matsu (霽れを待つ)                                                           | 2D         | Orangestar                          |
| Leo/need | 「１」                                                                              | 2D         | 164                                 |
| Leo/need | From Tokyo (フロムトーキョー Furomu Tokyo)                                          | 3D         | Takaaki Natsushiro, Watanabe Takuya |
| Leo/need | Ryuusei no Pulse (流星のパルス Ryuusei no parusu)                                   | 2D         | *Luna                               |
| Leo/need | STAGE OF SEKAI                                                                      | 3D, 2D     | HarryP                              |
| Leo/need | Peaky Peaky                                                                         | 2D         | mikitoP                             |
| Leo/need | Order Made (オーダーメイド Ōdāmeido)                                                | 3D         | Kasamura Tōta, Yuichi Murata        |
| Leo/need | Teratera (てらてら)                                                                 | 2D         | Wada Takeaki                        |
| Leo/need | Voices                                                                              | 3D         | Yuyoyuppe                           |
| Leo/need | the WALL                                                                            | 3D         | buzzG                               |
| Leo/need | Flyway                                                                              | 2D         | halyosy                             |
| Leo/need | Aioi (相生)                                                                         | 2D         | Yairi                               |
| Leo/need | Hoshi wo tsunagu (星を繋ぐ)                                                         | 2D         | 40m₽ × 一二三                       |
| Leo/need | purpose                                                                             | 3D, 2D     | doriko                              |
| Leo/need | Regulus (レグルス)                                                                  | 3D, 2D     | Yuuyu                               |
| Leo/need | Integral (インテグラル)                                                             | 3D, 2D     | *Luna                               |
| Leo/need | Suresure (すれすれ)                                                                 | 3D, 2D     | すこっぷ                            |
| Leo/need | Soredemo Bokura wa Utau Koto wo Yamenai (それでも僕らは歌うことをやめない)          | 2D         | 葵木ゴウ                            |
| Leo/need | Sono Oto ga Naru Nara (その音が鳴るなら)                                            | 2D         | 石風呂                              |
| MORE MORE JUMP! | Idol Shin'eitai (アイドル新鋭隊 Aidoru Shin'eitai)                                  | 3D         | Mitchie M                           |
| MORE MORE JUMP! | More! Jump! More! (モア！ジャンプ！モア！ Moa! Janpu! Moa!)                         | 2D         | NayutalieN                          |
| MORE MORE JUMP! | Color of Drops                                                                      | 3D         | 40mP                                |
| MORE MORE JUMP! | Tenshi no Clover (天使のクローバー Tenshi no Kurabā)                                | 3D         | DIVELA                              |
| MORE MORE JUMP! | Ai no Material (アイノマテリアル Ai no Materiaru)                                   | 2D         | Junky                               |
| MORE MORE JUMP! | Ice Drop (アイスドロップ Aisu Doroppu)                                              | 3D         | aqu3ra                              |
| MORE MORE JUMP! | Worldwide Wander (ワールドワイドワンダー Waarudowaido Wandaa)                       | 2D         | TOKOTOKO                            |
| MORE MORE JUMP! | Metamo Re:born (メタモリボン Metamoribon)                                           | 2D         | emon(Tes.), Tudiken                 |
| MORE MORE JUMP! | If (イフ Ifu)                                                                       | 3D         | YurryCanon, Tsukiyomi               |
| MORE MORE JUMP! | Parasol Cider (パラソルサイダー Parasoru Saidā)                                     | 2D         | Nanahoshi Kangengakudan             |
| MORE MORE JUMP! | DREAM PLACE                                                                         | 3D         | EasyPop                             |
| MORE MORE JUMP! | Float Planner (フロート・プランナー Furooto Purannaa)                               | 2D         | Heavenz                             |
| MORE MORE JUMP! | "Momoiro no Kagi" (ももいろの鍵)                                                    | 3D         | iyowa                               |
| MORE MORE JUMP! | Watashi wa, watashitachi wa (私は、私達は )                                         | 3D         | Guiano                              |
| MORE MORE JUMP! | Teammate (チームメイト)                                                             | 2D         | HoneyWorks                          |
| MORE MORE JUMP! | Hug (はぐ)                                                                          | 2D         | MIMI                                |
| MORE MORE JUMP! | MOTTO!!!                                                                            | 3D, 2D     | Junky                               |
| MORE MORE JUMP! | JUMPIN' OVER !                                                                      | 3D, 2D     | r-906                               |
| MORE MORE JUMP! | Supernova                                                                           | 3D, 2D     | Yunosuke                            |
| MORE MORE JUMP! | Killer (キラー)                                                                     | 3D, 2D     | 夏代孝明                            |
| MORE MORE JUMP! | Hashiru! Tooku! Todoku! (はしる! とおく! とどく!)                                   | 3D, 2D     | 薄塩指数                            |
| Vivid BAD SQUAD | Ready Steady                                                                        | 3D         | Giga, q*Left                        |
| Vivid BAD SQUAD | Forward                                                                             | 3D         | R Sound Design                      |
| Vivid BAD SQUAD | RAD DOGS                                                                            | 2D         | HachiojiP, q*Left                   |
| Vivid BAD SQUAD | Cinema (シネマ Shinema)                                                             | 2D, 3D     | Ayase                               |
| Vivid BAD SQUAD | Beat Eater                                                                          | 2D         | Police Piccadilly                   |
| Vivid BAD SQUAD | Mirai (ミライ)                                                                      | 2D, 3D     | Kamiyama Yō                         |
| Vivid BAD SQUAD | Flyer!                                                                              | 3D, 2D     | Chinozo                             |
| Vivid BAD SQUAD | Gekkō (月光)                                                                        | 2D         | Kitani Tatsuya, Harumaki Gohan      |
| Vivid BAD SQUAD | Awake Now                                                                           | 2D         | Yunosuke, Gyuuniku                  |
| Vivid BAD SQUAD | Machi (街)                                                                          | 3D         | jon-YAKITORY                        |
| Vivid BAD SQUAD | Utsuro o Aogu (虚ろを扇ぐ)                                                          | 2D         | ShishiShishi                        |
| Vivid BAD SQUAD | Kashika (仮死化)                                                                    | 3D         | Haruka Ryo                          |
| Vivid BAD SQUAD | Hitsuji ga Ippiki (ひつじがいっぴき)                                                | 2D         | Peg                                 |
| Vivid BAD SQUAD | Gekokujou (下剋上)                                                                  | 2D         | Misumi                              |
| Vivid BAD SQUAD | Realize (リアライズ )                                                               | 3D         | 柊マグネタイト                      |
| Vivid BAD SQUAD | CR詠ZY                                                                              | 2D         | Umetora                             |
| Vivid BAD SQUAD | Beyond the way                                                                      | 2D, 3D     | Giga                                |
| Vivid BAD SQUAD | blender                                                                             | 2D, 3D     | こめだわら×R Sound Design           |
| Vivid BAD SQUAD | Rekka (烈火)                                                                        | 2D         | niki                                |
| Vivid BAD SQUAD | Ultra C                                                                             | 3D, 2D     | Giga, TeddyLoid, Reol               |
| Vivid BAD SQUAD | Fuel (フューエル)                                                                   | 3D, 2D     | Utsu P                              |
| Vivid BAD SQUAD | Haven (ヘイヴン)                                                                    | 3D, 2D     | Niru Kajitsu                        |
| Wonderlands × Showtime | Sekai wa Mada Hajimatte sura Inai (セカイはまだ始まってすらいない)                  | 3D         | PinnochioP                          |
| Wonderlands × Showtime | potato ni Natteiku (potatoになっていく)                                             | 3D         | Neru                                |
| Wonderlands × Showtime | Nijiiro Stories (ニジイロストーリーズ Nijiiro Sutōrīzu)                             | 2D         | OSTER project                       |
| Wonderlands × Showtime | Once Upon a Dream (ワンスアポンアドリーム Wansu Apon a Dorīmu)                      | 2D         | YASUHIRO                            |
| Wonderlands × Showtime | Tondemo Wonders (トンデモワンダーズ)                                                | 3D, 2D     | sasakure.UK                         |
| Wonderlands × Showtime | Glory Steady Go!                                                                    | 2D         | Kinoshita                           |
| Wonderlands × Showtime | Showtime Ruler (ショウタイム・ルーラー Shoutaimu Ruuraa)                            | 3D         | Karasuyasabou                       |
| Wonderlands × Showtime | Niccori^^Chousa-tai no Theme (にっこり^^調査隊のテーマ Niccori^^Chousa-tai no Tēma) | 3D         | Jesus, WONDERFUL OPPORTUNITY!       |
| Wonderlands × Showtime | 88☆彡                                                                               | 2D         | marasy, kemu                        |
| Wonderlands × Showtime | Hoshizora no Melody (星空のメロディー Hoshizora no merodī)                          | 3D         | Polypho                             |
| Wonderlands × Showtime | Donna Ketsumatsu ga Onozomi dai? (どんな結末がお望みだい？)                         | 2D         | TUYU                                |
| Wonderlands × Showtime | Hoshizora Orchestra (星空オーケストラ)                                              | 3D         | Mizuno Atsu                         |
| Wonderlands × Showtime | Mr. Showtime                                                                        | 2D         | Hitoshizuku×Yama                    |
| Wonderlands × Showtime | Hakoniwa no coral (箱庭のコラル )                                                   | 3D         | koyori(Denporu P)                   |
| Wonderlands × Showtime | Kirapipi ★ Kirapika (キラピピ★キラピカ)                                             | 2D         | nyanyannya (大天才P）               |
| Wonderlands × Showtime | Filament fever (フィラメントフィーバー)                                             | 3D, 2D     | 栗山夕璃 ( Van de Shop)             |
| Wonderlands × Showtime | Cyberpunk dead boy (サイバーパンクデッドボーイ)                                     | 2D         | マイキP                             |
| Wonderlands × Showtime | Sekai wo Terasu Tetoraddo (世界を照らすテトラッド)                                  | 3D, 2D     | OSTER project                       |
| Wonderlands × Showtime | Opera! Space opera! (オペラ！スペースオペラ！)                                      | 3D, 2D     | NayutalieN                          |
| Wonderlands × Showtime | Seibai itAAAAAsu ! (成敗いたAAAAAす！)                                              | 3D, 2D     | WONDERFUL ★ OPPORTUNITY !           |
| Wonderlands × Showtime | Boku no kamisama (ぼくのかみさま)                                                   | 2D         | Maigo Hanyuu                        |
| 25-ji, Nightcord de. | Kuyamu to Kaite Mirai (悔やむと書いてミライ)                                        | 3D         | mafumafu                            |
| 25-ji, Nightcord de. | Keitai Renwa (携帯恋話)                                                             | 2D         | mafumafu                            |
| 25-ji, Nightcord de. | Jackpot Sad Girl (ジャックポットサッドガール Jakkupotto Saddo Gāru)                 | MV gốc, 2D | syudou                              |
| 25-ji, Nightcord de. | Kagirinaku Haiiro e (限りなく灰色へ)                                                | 3D         | Surii                               |
| 25-ji, Nightcord de. | ID Smile (アイディスマイル Aidi Sumairu)                                            | 3D         | Toa                                 |
| 25-ji, Nightcord de. | Kanade Tomosu Sora (カナデトモスソラ)                                               | 2D         | Sasanomaly                          |
| 25-ji, Nightcord de. | Saisei (再生)                                                                       | 3D         | Picon                               |
| 25-ji, Nightcord de. | Rouwaa (ロウワー)                                                                   | 2D         | nulut                               |
| 25-ji, Nightcord de. | Tricologe (トリコロージュ)                                                          | 2D         | Niru Kajitsu                        |
| 25-ji, Nightcord de. | Nomad (ノマド)                                                                      | 2D         | balloon                             |
| 25-ji, Nightcord de. | Bug (バグ)                                                                          | 2D         | Kairiki bear                        |
| 25-ji, Nightcord de. | Kimi no Yoru o Kure (君の夜をくれ)                                                  | 3D         | Fullkawa Ryō                        |
| 25-ji, Nightcord de. | I nandesu (Iなんです)                                                               | 2D         | rerulili                            |
| 25-ji, Nightcord de. | Samsa (ザムザ Zamura)                                                               | 3D         | Teniwoha                            |
| 25-ji, Nightcord de. | Kitty (キティ)                                                                      | 2D         | Tsumiki                             |
| 25-ji, Nightcord de. | Engeki (演劇 )                                                                      | 3D         | Nanou                               |
| 25-ji, Nightcord de. | 25ji no Jounetsu (25時の情熱)                                                       | 3D, 2D     | Kanzaki Iori                        |
| 25-ji, Nightcord de. | Twilight light (トワイライトライト)                                                 | 3D, 2D     | toa                                 |
| 25-ji, Nightcord de. | Watashi wa ame (私は雨)                                                             | 2D         | inabakumori                         |
| 25-ji, Nightcord de. | Empurple (エンパープル)                                                             | 2D         | Harumaki Gohan                      |
| 25-ji, Nightcord de. | Bake no hana (化けの花)                                                             | 2D         | nakiso                              |
| 25-ji, Nightcord de. | Yoka ni mitorete (余花にみとれて)                                                   | 3D, 2D     | keeno                               |
| Khác | Sekai (セカイ)                                                                      | 3D         | DECO*27, kemu, Rockwell             |
| Khác | Wah Wah World (ワーワーワールド Waa Waa Waarudo)                                    | 3D         | Mitchie M, Giga                     |
| Khác | Gunjou Sanka (群青讃歌)                                                             | 3D, 2D     | Eve, Numa                           |
| Khác | Journey                                                                             | 2D, 3D     | DECO*27, Rockwell                   |
| Khác | Be The MUSIC!                                                                       | 2D         | Kinoshita                           |
| Khác | NEO                                                                                 | 3D, 2D     | JIN                                 |
| Khác | Neppuu (熱風)                                                                       | 3D, 2D     | kemu                                |
| Đây là một danh sách chưa hoàn tất, và có thể sẽ không bao giờ thỏa mãn yêu cầu hoàn tất. Bạn có thể đóng góp bằng cách mở rộng nó bằng các thông tin đáng tin cậy. |                                                                                     |            |                                     |

### Danh sách album
Dưới đây liệt kê album của từng nhóm nhạc (không bao gồm đĩa đơn), mỗi album tổng hợp các bài hát được chọn lọc có thời lượng đầy đủ:
| STT | Tên album                                                                              | Ngày phát hành   | Nghệ sĩ                |
| --- | -------------------------------------------------------------------------------------- | ---------------- | ---------------------- |
| 1   | WonderlandsxShowtime SEKAI ALBUM vol.1 (ワンダーランズ×ショウタイム SEKAI ALBUM vol.1) | 2 tháng 2, 2022  | Wonderlands × Showtime |
| 2   | MORE MORE JUMP! SEKAI ALBUM vol.1                                                      | 2 tháng 3, 2022  | MORE MORE JUMP!        |
| 3   | 25-ji, Nightcord de. SEKAI ALBUM vol.1 (25時、ナイトコードで。 SEKAI ALBUM vol.1)      | 6 tháng 4, 2022  | 25-ji, Nightcord de.   |
| 4   | Leo/need SEKAI ALBUM vol.1                                                             | 11 tháng 5, 2022 | Leo/need               |
| 5   | Vivid BAD SQUAD SEKAI ALBUM vol.1                                                      | 1 tháng 6, 2022  | Vivid BAD SQUAD        |
| 6   | 25-ji, Nightcord de. SEKAI ALBUM vol.2 (25時、ナイトコードで。 SEKAI ALBUM vol.2)      | 10 tháng 1, 2024 | 25-ji, Nightcord de.   |
| 7   | WonderlandsxShowtime SEKAI ALBUM vol.2 (ワンダーランズ×ショウタイム SEKAI ALBUM vol.2) | 24 tháng 1, 2024 | WonderlandsxShowtime   |
| 8   | MORE MORE JUMP! SEKAI ALBUM vol.2                                                      | 7 tháng 2, 2024  | MORE MORE JUMP!        |
| 9   | Vivid BAD SQUAD SEKAI ALBUM vol.2                                                      | 21 tháng 2, 2024 | Vivid BAD SQUAD        |
| 10  | Leo/need SEKAI ALBUM vol.2                                                             | 6 tháng 3, 2024  | Leo/need               |

## Phát triển
Trò chơi được công bố tại sự kiện Magical Mirai 2019 tổ chức vào ngày 30 tháng 8 năm 2019. Ban đầu, Project Sekai là một ý tưởng xuất phát vào năm 2014 của Sega và Crypton Future Media, với mong muốn tạo một trò chơi Hatsune Miku trên thiết bị di động.  Tuy nhiên, ý tưởng chưa tìm được hướng đi nên tiến độ phát triển gặp nhiều khó khăn. Kondo Yuichiro, nhà sản xuất của BanG Dream! Girls Band Party! tại Craft Egg, đã được mời làm nhà sản xuất của game. Năm 2017, dự án bắt đầu và phần lớn được đảm nhiệm bởi Craft Egg, tuy nhiên Kondo nghĩ đến viễn cảnh dự án có thể lấn sang khâu phát triển của Girls Band Party!, nên vào năm 2018 thì ông đã thành lập Colorful Palette, một công ty hoàn toàn mới của Craft Egg, để tiếp tục phát triển game. Theo Kondo, lý do ông bắt tay vào dự án vì "muốn thế hệ trẻ nghe nhiều Vocaloid hơn trên mạng". Dự án được miêu tả là "tác phẩm cho thấy sự tồn tại của Hatsune Miku" và "khai phá mối quan hệ giữa con người với âm nhạc."

## Phát hành
Trò chơi mở đăng ký trước vào ngày 12 tháng 7 năm 2020. Tháng 9 năm 2020, tựa game đã đạt 1 triệu người đăng ký trước; Project Sekai chính thức phát hành tại Nhật Bản vào ngày 30 tháng 9 năm 2020 với 20 bài hát có sẵn.
Sau một khoảng thời gian phát hành thành công tại Nhật Bản, Ariel Network phát hành phiên bản tiếng Trung phồn thể của game cho Đài Loan, Hồng Kông và Ma Cao vào ngày 30 tháng 9 năm 2021. Phiên bản tiếng Anh được Sega phát hành tại 130 quốc gia/vùng lãnh thổ toàn cầu với tên gọi: Hatsune Miku: Colorful Stage! vào ngày 7 tháng 12 năm 2021. Phiên bản tiếng Hàn được phát hành tại Hàn Quốc bởi Nuverse vào ngày 20 tháng 5 năm 2022, sau đó Nuverse phát hành tại thị trường Trung Quốc với phiên bản thử nghiệm giới hạn trên Android từ ngày 6 đến ngày 20 tháng 12 năm 2024 và chính thức phát hành open beta vào ngày 27 tháng 3 năm 2025.

## Truyền thông khác

### Anime
Vào buổi live-stream kỷ niệm một năm phát hành game, một loạt anime ngắn gồm 10 tập có tên Petit Sekai (ぷちセカ) được công bố. Anime được phát sóng trên kênh Tokyo MX của Nhật Bản và được đăng tải lên trên kênh YouTube chính thức của Project Sekai, cụ thể các tập phim ra mắt từ ngày 13 tháng 1 đến ngày 17 tháng 3 năm 2022. Anime này do hãng phim Scooter Films sản xuất mang phong cách chibi, nội dung miêu tả cuộc sống thường ngày của các nhân vật.

#### Danh sách tập phim
| Số tập | Tiêu đề                                                | Ngày phát sóng gốc |
| ------ | ------------------------------------------------------ | ------------------ |
| 1      | "Renshū no Ato to Ieba" (練習の後といえば)             | 13 tháng 1, 2022   |
| 2      | "Tatakae! Nenenger V" (戦え！ネネンガーV)              | 20 tháng 1, 2022   |
| 3      | "Idol no Sainō" (アイドルの才能)                       | 27 tháng 1, 2022   |
| 4      | "Kohane Street DEBUT!" (こはね寿鳥糸ＤＥＢＵＴ！)      | 3 tháng 2, 2022    |
| 5      | "25ji Yamenai?" (25時やめない？)                       | 10 tháng 2, 2022   |
| 6      | "Leo/need Style" (レオニードスタイル)                  | 17 tháng 2, 2022   |
| 7      | "Jikū o Koete Wandaho~i!" (時空を超えてわんだほーい！) | 24 tháng 2, 2022   |
| 8      | "Bazure! Momojan!" (バズれ！ モモジャン！)             | 3 tháng 3, 2022    |
| 9      | "Uwasa no Pancake" (ラブラブを見せつけよ)              | 10 tháng 3, 2022   |
| 10     | "Kappu Rāmen Kai" (カップラーメン回)                   | 17 tháng 3, 2022   |

### Phim điện ảnh
Vào tháng 7 năm 2024, một bộ phim điện ảnh có tên gọi Colorful Stage! Một Miku Không Thể Hát (劇場版プロジェクトセカイ 壊れたセカイと歌えないミク Gekijо̄ban Project Sekai: Kowareta Sekai to Utaenai Miku) dựa theo cốt truyện của trò chơi Project Sekai: Colorful Stage. được công bố. Bộ phim được sản xuất bởi CyberAgent và P.A.Works, do Hata Hiroyuki làm đạo diễn, Yonaiyama Yoko biên kịch, Akiyama Yuki thiết kế nhân vật và Hōno Satoshi soạn nhạc nền.
Bộ phim điện ảnh này chính thức được khởi chiếu bởi Shochiku vào ngày 17 tháng 1 năm 2025 tại Nhật Bản và sẽ được khởi chiếu tại Mỹ bởi GKIDS vào ngày 11 tháng 4 năm 2025 và tại Việt Nam bởi Medialink vào ngày 13 tháng 6 năm 2025. Tính đến tháng 2 năm 2025, bộ phim đã thu về hơn 1 tỷ yên tại thị trường Nhật Bản.

### Giải đấu
Project Sekai Championship (プロジェクトセカイ Championship) là giải đấu thể thao điện tử của Project Sekai: Colorful Stage được tổ chức bởi SEGA. Tính đến tháng 12 năm 2024, SEGA đã tổ chức 7 giải đấu về tựa game Project Sekai (gồm 6 giải khu vực Nhật Bản và 1 giải quốc tế). Giải đấu này cũng là nơi sẽ công bố các bài hát mới nhất sẽ cập nhật vào game trong tương lai.
Sau đây là các giải đấu được tổ chức bởi SEGA:
- RAGE Project Sekai Championship 2020 Winter (RAGE プロジェクトセカイ 2020 Winter): Tổ chức từ ngày 22 tháng 11 năm 2020 đến ngày 13 tháng 12 năm 2020 (Tài trợ bởi RAGE Esports và Sharp Aquos).[24]
- Project Sekai Championship 2021 Autumn (プロジェクトセカイ Championship 2021 Autumn): Tổ chức từ ngày 21 tháng 8 năm 2021 đến ngày 26 tháng 9 năm 2021.[25]
- Project Sekai Championship 2022 Spring (プロジェクトセカイ Championship 2022 Spring): Tổ chức từ ngày 26 tháng 2 năm 2022 đến ngày 30 tháng 4 năm 2022 (Tài trợ bởi  Weiß Schwarz và Cup Noodle).[26]
- Project Sekai Championship 2022 Autumn (プロジェクトセカイ Championship 2022 Autumn): Tổ chức từ ngày 15 tháng 9 năm 2022 đến ngày 26 tháng 11 năm 2022 (Tài trợ bởi Weiß Schwarz và Shibuya Scramble Figure).[27]
- Project Sekai Championship 2023 Spring (プロジェクトセカイ Championship 2023 Spring): Tổ chức từ ngày 10 tháng 2 đến ngày 8 tháng 4 năm 2023 (Tài trợ bởi Weiß Schwarz).[28]
- Project Sekai World Championship 2024: Tổ chức từ ngày 19 tháng 1 đến ngày 13 tháng 4 năm 2024 (Tài trợ bởi Weiß Schwarz và HAL) - Đây là giải đấu quốc tế chính thức của tựa game Project Sekai.[29]
- Project Sekai Championship 2024 Autumn (プロジェクトセカイ Championship 2024 Autumn): Tổ chức từ ngày 29 tháng 7 đến ngày 8 tháng 12 năm 2024 (Tài trợ bởi Weiß Schwarz).[30]